# Comment je suis devenue une jeune femme influente
Pour plus de détails, voir Fiche technique et Distribution.
Comment je suis devenue une jeune femme influente (How to Build a Girl) est un film britannique, sorti en 2019.

## Fiche technique
- Titre : Comment je suis devenue une jeune femme influente
- Titre original : How to Build a Girl
- Réalisation : Coky Giedroyc
- Scénario : Caitlin Moran
- Photographie : Hubert Taczanowski
- Musique : Oli Julian
- Pays d'origine : Royaume-Uni
- Genre : comédie
- Date de sortie : 2019

## Distribution
- Beanie Feldstein (VF : Zina Khakhoulia) : Johanna Morrigan
- Alfie Allen (VF : Jim Redler) : John Kite
- Paddy Considine : Pat Morrigan
- Sarah Solemani : Angie Morrigan
- Laurie Kynaston (VF : Benjamin Bollen) : Krissi Morrigan
- Joanna Scanlan (VF : Anne Plumet) : Mrs Belling
- Arinzé Kene (en) (VF : Jean-Michel Vaubien) : Kenny
- Frank Dillane : Tony Rich
- Jameela Jamil : Cléopâtre
- Tadhg Murphy (VF : Benjamin Lhommas) : Andy Rock
- Ziggy Heath (VF : Arnaud Laurent) : Derby
- Emma Thompson : Amanda Watson
- Chris O'Dowd : Alan « Wilko » Wilkinson
- Dónal Finn : Karl Boden
- Edward Bluemel (en) : le manager
- Michael Sheen : Sigmund Freud
- Lucy Punch : Sylvia Plath
- Sharon Horgan : Jo March
- Gemma Arterton : Maria Augusta von Trapp
- Lily Allen : Elizabeth Taylor
- Alexei Sayle : Karl Marx
- Andi Oliver (en) : Donna Summer
- Sue Perkins : Emily Brontë
- Mel Giedroyc (en) : Charlotte Brontë